# Blueberry (banda desenhada)
Blueberry é uma série de banda desenhada franco-belga, criada em 1963 por Jean-Michel Charlier (argumento) e Jean Giraud (desenho). Esta série transporta-nos para um Oeste selvagem, que se estende das pradarias dos Estados Unidos até ao Novo México, admiravelmente recriados em todo o seu ambiente e paisagens, com todas as suas referências, algumas históricas, tais como a Guerra da Secessão ou a construção do Caminho de Ferro Transcontinental, onde se cruzam personagens cheias de vida (Jimmy Mcclure ou Chihuahua Pearl) com personagens reais (Cochise ou Wyatt Earp, entre outros) onde Mike S. Donovan a.k.a. Mike Steve Blueberry a.k.a. Mike Blueberry, acusado de um crime que não cometeu, se torna tenente das fileiras do exército americano, e assume o papeis de anti-herói, defensor de causas, renegado, jogador e pistoleiro.
O sucesso e a evolução da narrativa justificou que surgissem novos títulos complementares, onde se desenvolveram novas linhas de acção. Assim surgiu a segunda série "Tenente Blueberry" ainda da dupla Charlier/Giraud que permitiu o início de um novo ciclo com o título "Nariz Partido" mas cujo falecimento de Charlier em 1989 veio interromper; a série "Mister Blueberry" escrita e desenhada apenas por Giraud, que nos álbuns já publicados nos mostra um Blueberry mais velho e cansado, a viver tranquilamente a vida como jogador profissional, cuja acção decorre em Tombstone, local onde ocorreu um dos episódios mais míticos do velho oeste: o duelo em O.K. Corral; a série "A Juventude de Blueberry" de Charlier/Giraud e continuada por Cortegianni/Wilson, que desenvolve o passado de Blueberry e finalmente a série "Marshal Blueberry" de Giraud, onde encontramos Blueberry a assumir as suas funções de Marshal interino numa pequena cidade fronteiriça chamada Heaven.
Blueberry é um herói ocidental atípico, ele não é um homem da lei errante que traz os malfeitores à justiça, nem um cowboy bonito que "chega à cidade, salva o rancho, ou se torna no novo xerife e se casa com a professora da escola".

Em novembro de 2019, Dargaud publicou o primeiro álbum feito pela dupla Joann Sfar e Christophe Blain.

## Sinopse
A série segue as histórias de Michael Steven Donovan, conhecido como "Blueberry", um nome que o próprio escolhe quando vê um arbusto de mirtilo ao fugir dos seus inimigos Sulistas. É deste modo que se iniciam as suas aventuras na Cavalaria dos Estados Unidos, pouco depois do início da Guerra Civil Americana.
Donovan é o filho de um rico dono de uma plantação Sulista e é inicialmente apresentado como um racista convicto. No entanto, é acusado por um crime que não cometeu, e, fugindo, é salvo por um escravo negro fugido. Torna-se então um inimigo de todo o tipo de discriminação, lutando contra os Confederados e tentando proteger os direitos dos Índios Americanos.

## Álbuns
As aventuras de Blueberry são relatadas em quatro diferentes séries de álbuns: Blueberry, A Juventude de Blueberry, Marshall Blueberry e Mister Blueberry.

### A Juventude de Blueberry (1861-1864)
| Título Francês                    | Argumento                                  | Desenho            | Data de edição | Título Português            |
| --------------------------------- | ------------------------------------------ | ------------------ | -------------- | --------------------------- |
| 1. La jeunesse de Blueberry       | Jean-Michel Charlier                       | Jean Giraud        | 1975           | A Juventude de Blueberry    |
| 2. Un Yankee nommé Blueberry      | Jean-Michel Charlier                       | Jean Giraud        | 1978           | Um Ianque Chamado Blueberry |
| 3. Cavalier bleu                  | Jean-Michel Charlier                       | Jean Giraud        | 1979           | Sem tradução                |
| 4. Les démons du Missouri         | Jean-Michel Charlier                       | Colin Wilson       | 1985           | Os Demónios do Missouri     |
| 5. Terreur sur le Kansas          | Jean-Michel Charlier                       | Colin Wilson       | 1987           | Terror no Kansas            |
| 6. Le raid infernal               | Jean-Michel Charlier, François Corteggiani | Colin Wilson       | 1987           | O Raid Infernal             |
| 7. La pousuite impitoyable        | François Corteggiani                       | Colin Wilson       | 1992           | A Perseguição Implacável    |
| 8. Trois hommes pour Atlanta      | François Corteggiani                       | Colin Wilson       | 1993           | Três Homens para Atlanta    |
| 9. Le prix du sang                | François Corteggiani                       | Colin Wilson       | 1994           | Sem tradução                |
| 10. La solution Pinkerton         | François Corteggiani                       | Michel Blanc-Dumon | 1998           | Sem tradução                |
| 11. La piste des maudits          | François Corteggiani                       | Michel Blanc-Dumon | 2000           | Sem tradução                |
| 12. Dernier train pour Washington | François Corteggiani                       | Michel Blanc-Dumon | 2001           | Sem tradução                |
| 13. Il faut tuer Lincoln          | François Corteggiani                       | Michel Blanc-Dumon | 2003           | Sem tradução                |
| 14. Le boucher de Cincinnati      | François Corteggiani                       | Michel Blanc-Dumon | 2005           | Sem tradução                |
| 15. La sirene de Vera-Cruz        | François Corteggiani                       | Michel Blanc-Dumon | 2006           | Sem tradução                |
| 16. 100 dollars pour mourir       | François Corteggiani                       | Michel Blanc-Dumon | 2007           | Sem tradução                |
| 17. Le Sentier des larmes         | François Corteggiani                       | Michel Blanc-Dumon | 2008           | Sem tradução                |
| 18. 1276 âmes                     | François Corteggiani                       | Michel Blanc-Dumon | 2009           | Sem tradução                |

### Blueberry (1867-1868)
| Título Francês                 | Argumento            | Desenho     | Data de edição | Título Português            |
| ------------------------------ | -------------------- | ----------- | -------------- | --------------------------- |
| 1. Fort Navajo                 | Jean-Michel Charlier | Jean Giraud | 1965           | Forte Navajo                |
| 2. Tonnerre à l'ouest          | Jean-Michel Charlier | Jean Giraud | 1966           | Tempestade no Oeste         |
| 3. L'aigle solitaire           | Jean-Michel Charlier | Jean Giraud | 1967           | A Águia Solitária           |
| 4. Le cavalier perdu           | Jean-Michel Charlier | Jean Giraud | 1968           | O Cavaleiro Perdido         |
| 5. La piste des Navajos        | Jean-Michel Charlier | Jean Giraud | 1969           | A Pista dos Navajos         |
| 6. L'homme à l'étoile d'argent | Jean-Michel Charlier | Jean Giraud | 1969           | O Homem da Estrela de Prata |
| 7. Le cheval de fer            | Jean-Michel Charlier | Jean Giraud | 1970           | O Cavalo de Ferro           |
| 8. L'homme au poing d'acier    | Jean-Michel Charlier | Jean Giraud | 1970           | O Homem do Punho de Aço     |
| 9. La piste des Sioux          | Jean-Michel Charlier | Jean Giraud | 1971           | A Pista dos Sioux           |
| 10. Général tête jaune         | Jean-Michel Charlier | Jean Giraud | 1971           | O General Cabeça Amarela    |

### Marshal Blueberry (1868)
| Título Francês             | Argumento   | Desenho       | Data de edição | Título Português      |
| -------------------------- | ----------- | ------------- | -------------- | --------------------- |
| 1. Sur ordre de Washington | Jean Giraud | William Vance | 1991           | À Ordem de Washington |
| 2. Mission Shermann        | Jean Giraud | William Vance | 1993           | Missão Sherman        |
| 3. Frontière sanglante     | Jean Giraud | Michel Rouge  | 2000           | Fronteira Sangrenta   |

### Blueberry (1869-1881)
| Título Francês                   | Argumento                         | Desenho     | Data de edição | Título Português             |
| -------------------------------- | --------------------------------- | ----------- | -------------- | ---------------------------- |
| 11. La mine de l'allemand perdu  | Jean-Michel Charlier              | Jean Giraud | 1972           | A Mina do Alemão Perdido     |
| 12. Le spectre aux balles d'or   | Jean-Michel Charlier              | Jean Giraud | 1972           | O Espectro das Balas de Ouro |
| 13. Chihuahua Pearl              | Jean-Michel Charlier              | Jean Giraud | 1973           | Chihuahua Pearl              |
| 14. L'homme qui valait 500 000 $ | Jean-Michel Charlier              | Jean Giraud | 1973           | O Homem Que Valia 500 000$   |
| 15. Ballade pour un cerceuil     | Jean-Michel Charlier              | Jean Giraud | 1974           | Balada Para um Caixão        |
| 16. Le hors-la-loi               | Jean-Michel Charlier              | Jean Giraud | 1974           | O Fora-da-Lei                |
| 17. Angel Face                   | Jean-Michel Charlier              | Jean Giraud | 1975           | Angel Face                   |
| 18. Nez Cassé                    | Jean-Michel Charlier              | Jean Giraud | 1980           | Nariz Partido                |
| 19. La longue marche             | Jean-Michel Charlier              | Jean Giraud | 1980           | A Longa Marcha               |
| 20. La tribu fantôme             | Jean-Michel Charlier              | Jean Giraud | 1982           | A Tribo Fantasma             |
| 21. La dernière carte            | Jean-Michel Charlier              | Jean Giraud | 1983           | A Última Cartada             |
| 22. Le bout de la piste          | Jean-Michel Charlier              | Jean Giraud | 1986           | O Fim da Pista               |
| 23. Arizona Love                 | Jean-Michel Charlier, Jean Giraud | Jean Giraud | 1990           | Arizona Love                 |

### Mister Blueberry (1881)
A partir do volume 24 a série muda de título e é Jean Giraud quem, devido à morte de Jean-Michel Charlier, escreve os argumentos.
| Título Francês          | Argumento   | Desenho     | Data de edição | Título Português        |
| ----------------------- | ----------- | ----------- | -------------- | ----------------------- |
| 0. Apaches              | Jean Giraud | Jean Giraud | 2007           | Apaches                 |
| 1. Mister Blueberry     | Jean Giraud | Jean Giraud | 1995           | Mister Blueberry        |
| 2. Ombres sur Tombstone | Jean Giraud | Jean Giraud | 1997           | Sombras sobre Tombstone |
| 3. Geronimo l'Apache    | Jean Giraud | Jean Giraud | 1999           | Gerónimo, o Apache      |
| 4. OK Corral            | Jean Giraud | Jean Giraud | 2003           | OK Corral               |
| 5. Dust                 | Jean Giraud | Jean Giraud | 2005           | Dust                    |

### Une aventure du lieutenant Blueberry (1867-1868)
| Título                    | Argumento  | Desenho          | Data de edição |
| ------------------------- | ---------- | ---------------- | -------------- |
| Les Hommes de non-justice | Joann Sfar | Christophe Blain | Anunciado      |
| Amertume Apache           | Joann Sfar | Christophe Blain | 2019           |

## No Brasil
O álbum O Homem da Estrela de Prata foi publicado em 1976 pela Editora Abril, 1980, a Vecchi publicou Fort Navajo em duas partes, em 1990, foi publicado novamente pela Editora Abril, com três volumes publicados na série Graphic Novel, entre 2006 e 2007, três álbuns foram publicados pela Panini Comics, em maio de 2020, a editora Faria e Silva Editora, fundada por Rodrigo Faria e Silva, ex-editor da SESI-SP Editora, anunciou um financiamento coletivo no Catarse do primeiro álbum de Joann Sfar e e Christophe Blain.

## Em Portugal
Dois álbuns foram publicados em 1969 pela Editorial Íbis em 1969, foi publicado nas revista Tintin e Jornal da BD, entre 1989 e 2000, teve álbuns publicados pela Meribérica entre 1984 e 2003, em 2008, 18 álbuns foram publicados pela editora Asa e o jornal Público, que em 2019, lançada uma nova coleção.

## Adaptações
Em 2004 foi produzido um filme francês, Blueberry (lançado nos EUA como  Renegade), realizado por Jan Kounen e estrelado por Vincent Cassel. Não foi bem aceite pelos fãs, devido ao excesso de cenas esotéricas e ênfase no chamado "shamanismo" (os personagens consomem peiote e têm como guias espirituais nas viagens dimensionais índios místicos Chiricauas), deixando de lado a acção propriamente dita.

## Ligações Externas
- Blueberry no site de Jean-Michel Charlier's  (em francês)
- Bluberry Dargaud (em francês)
- Blog Blueberry, uma Lenda do Oeste